# Omloop Het Nieuwsblad 2019
La 74.ª edición de la clásica ciclista Omloop Het Nieuwsblad fue una carrera en Bélgica que se celebró el 2 de marzo de 2019 sobre un recorrido de 200 kilómetros con inicio en la ciudad de Gante y final en el municipio de Ninove. La carrera dio comienzo a la temporada de clásicas de pavé.
La carrera formó parte del UCI WorldTour 2019, calendario ciclístico de máximo nivel mundial, siendo la cuarta carrera de dicho circuito. El vencedor fue el checo Zdeněk Štybar del Deceuninck-Quick Step seguido de los belgas Greg Van Avermaet del CCC y Tim Wellens del Lotto Soudal.

## Recorrido
La salida se encuentra en la ciudad de Gante y final en el municipio de Ninove en la provincia de Flandes Oriental sobre una distancia de 200 kilómetros. El recorrido incluyó 9 tramos llanos de pavé y 13 muros, algunos de ellos con zonas adoquinadas:
| Muros  |                       |       |         |              |                     |                      |
| Número | Nombre                | Km    | Tipo    | Longitud (m) | Pendiente media (%) | Pendiente máxima (%) |
| ------ | --------------------- | ----- | ------- | ------------ | ------------------- | -------------------- |
| 1      | Leberg                | 42    | asfalto | 950          | 4,2%                | 13,8%                |
| 2      | Den Ast               | 75,6  | asfalto | 450          | 5.5%                | 11%                  |
| 3      | Katteberg             | 101,4 | asfalto | 750          | 6%                  | 11%                  |
| 4      | Leberg                | 111   | asfalto | 950          | 4,2%                | 13,8%                |
| 5      | Rekelberg             | 126   | asfalto | 800          | 4%                  | 9%                   |
| 6      | Valkenberg            | 134   | asfalto | 540          | 8,1%                | 12,8%                |
| 7      | Wolvenberg            | 145,2 | pavé    | 645          | 7,9%                | 17,3%                |
| 8      | Molenberg             | 157,5 | pavé    | 463          | 7%                  | 14,2%                |
| 9      | Leberg                | 165   | asfalto | 950          | 4,2%                | 13,8%                |
| 10     | Berendries            | 169   | asfalto | 940          | 7%                  | 12,3%                |
| 11     | Elverenberg-Vossenhol | 171,5 | asfalto | 1268         | 3,6%                | 9%                   |
| 12     | Muur-Kapelmuur        | 183,3 | pavé    | 475          | 9.3%                | 19,8%                |
| 13     | Bosberg               | 187,2 | pavé    | 980          | 5,8%                | 11%                  |

| Tramos de pavé |              |       |              |
| Número         | Nombre       | Km    | Longitud (m) |
| -------------- | ------------ | ----- | ------------ |
| 1              | Haaghoek     | 38,9  | 2000         |
| 2              | Huisepontweg | 70    | 1800         |
| 3              | Holleweg     | 102,1 | 1500         |
| 4              | Haaghoek     | 107,8 | 2000         |
| 5              | Paddestraat  | 117   | 2300         |
| 6              | Ruiterstraat | 145,4 | 800          |
| 7              | Kerkgate     | 148,6 | 1030         |
| 8              | Jagerij      | 151,2 | 800          |
| 9              | Haaghoek     | 162   | 2000         |

## Equipos participantes
Tomaron parte en la carrera 25 equipos: 18 de categoría UCI WorldTeam; y 7 de categoría Profesional Continental. Formando así un pelotón de 173 ciclistas de los que acabaron 110. Los equipos participantes fueron:
| WorldTeams (18)- AG2R La Mondiale - Astana - Bahrain-Merida - Bora-hansgrohe - CCC Team - Deceuninck-Quick Step - Dimension Data - EF Education First - Groupama-FDJ - Team Jumbo-Visma - Katusha-Alpecin - Lotto Soudal - Mitchelton-Scott - Movistar Team - Sky - Team Sunweb - Trek-Segafredo - UAE Team Emirates Equipos continentales profesionales (7)- Cofidis, Solutions Crédits - Corendon-Circus - Direct Énergie - Roompot-Charles - Sport Vlaanderen-Baloise - Wallonie Bruxelles - Wanty-Groupe Gobert |
| |

## Clasificaciones finales
- Las clasificaciones finalizaron de la siguiente forma:[4]

### Clasificación general
| \| Clasificación general \| Clasificación general \| Clasificación general \| Clasificación general \| Clasificación general \| \| Ciclista \| Ciclista \| Equipo \| Tiempo \| \| \| --------------------- \| --------------------- \| --------------------- \| --------------------- \| --------------------- \| \| 1.º \| Zdeněk Štybar \| Deceuninck-Quick Step \| 4 h 53 min 17 s \| \| \| 2.º \| Greg Van Avermaet \| CCC Team \| + 9 s \| \| \| 3.º \| Tim Wellens \| Lotto-Soudal \| + 9 s \| \| \| 4.º \| Alexéi Lutsenko \| Astana \| + 9 s \| \| \| 5.º \| Dylan Teuns \| Bahrain-Merida \| + 9 s \| \| \| 6.º \| Jean-Pierre Drucker \| Bora-Hansgrohe \| + 19 s \| \| \| 7.º \| Yves Lampaert \| Deceuninck-Quick Step \| + 19 s \| \| \| 8.º \| Philippe Gilbert \| Deceuninck-Quick Step \| + 19 s \| \| \| 9.º \| Matteo Trentin \| Mitchelton-Scott \| + 19 s \| \| \| 10.º \| Oliver Naesen \| AG2R La Mondiale \| + 19 s \| \| \| 11.º \| Jens Keukeleire \| Lotto-Soudal \| + 19 s \| \| \| 12.º \| Michael Matthews \| Team Sunweb \| + 19 s \| \| \| 13.º \| Wout van Aert \| Team Jumbo-Visma \| + 19 s \| \| \| 14.º \| Dylan van Baarle \| Team Sky \| + 19 s \| \| \| 15.º \| Sebastian Langeveld \| EF Education First \| + 19 s \| \| \| 16.º \| Bob Jungels \| Deceuninck-Quick Step \| + 19 s \| \| \| 17.º \| Laurens de Vreese \| Astana \| + 19 s \| \| \| 18.º \| Stefan Küng \| Groupama-FDJ \| + 19 s \| \| \| 19.º \| Nils Politt \| Katusha-Alpecin \| + 28 s \| \| \| 20.º \| Niki Terpstra \| Direct Énergie \| + 29 s \| \| |                     |                       |                 |
| |                     |                       |                 |
| Fuente: ProCyclingStats |                     |                       |                 |
| Clasificación general |                     |                       |                 |
| Ciclista | Ciclista            | Equipo                | Tiempo          |
| 1.º | Zdeněk Štybar       | Deceuninck-Quick Step | 4 h 53 min 17 s |
| 2.º | Greg Van Avermaet   | CCC Team              | + 9 s           |
| 3.º | Tim Wellens         | Lotto-Soudal          | + 9 s           |
| 4.º | Alexéi Lutsenko     | Astana                | + 9 s           |
| 5.º | Dylan Teuns         | Bahrain-Merida        | + 9 s           |
| 6.º | Jean-Pierre Drucker | Bora-Hansgrohe        | + 19 s          |
| 7.º | Yves Lampaert       | Deceuninck-Quick Step | + 19 s          |
| 8.º | Philippe Gilbert    | Deceuninck-Quick Step | + 19 s          |
| 9.º | Matteo Trentin      | Mitchelton-Scott      | + 19 s          |
| 10.º | Oliver Naesen       | AG2R La Mondiale      | + 19 s          |
| 11.º | Jens Keukeleire     | Lotto-Soudal          | + 19 s          |
| 12.º | Michael Matthews    | Team Sunweb           | + 19 s          |
| 13.º | Wout van Aert       | Team Jumbo-Visma      | + 19 s          |
| 14.º | Dylan van Baarle    | Team Sky              | + 19 s          |
| 15.º | Sebastian Langeveld | EF Education First    | + 19 s          |
| 16.º | Bob Jungels         | Deceuninck-Quick Step | + 19 s          |
| 17.º | Laurens de Vreese   | Astana                | + 19 s          |
| 18.º | Stefan Küng         | Groupama-FDJ          | + 19 s          |
| 19.º | Nils Politt         | Katusha-Alpecin       | + 28 s          |
| 20.º | Niki Terpstra       | Direct Énergie        | + 29 s          |

## UCI World Ranking
La Omloop Het Nieuwsblad otorgó puntos para el UCI World Ranking para corredores de los equipos en las categorías UCI WorldTeam, Profesional Continental y Equipos Continentales. Las siguientes tablas son el baremo de puntuación y los 10 corredores que obtuvieron más puntos:
| Posición   | 1.º | 2.º | 3.º | 4.º | 5.º | 6.º | 7.º | 8.º | 9.º | 10.º | 11.º | 12.º | 13.º | 14.º | 15.º-20.º | 21.º-30.º | 31.º-50.º | 51.º-55.º | 56.º-60.º |
| Puntuación | 300 | 250 | 215 | 175 | 120 | 115 | 95  | 75  | 60  | 50   | 40   | 35   | 30   | 25   | 20        | 12        | 5         | 2         | 1         |

| Clasificación |                   |                       |        |
| Ciclista      | Ciclista          | Equipo                | Puntos |
| ------------- | ----------------- | --------------------- | ------ |
| 1.º           | Zdeněk Štybar     | Deceuninck-Quick Step | 300    |
| 2.º           | Greg Van Avermaet | CCC                   | 250    |
| 3.º           | Tim Wellens       | Lotto Soudal          | 215    |
| 4.º           | Alexey Lutsenko   | Astana                | 175    |
| 5.º           | Dylan Teuns       | Bahrain Merida        | 120    |
| 6.º           | Jempy Drucker     | Bora-Hansgrohe        | 115    |
| 7.º           | Yves Lampaert     | Deceuninck-Quick Step | 95     |
| 8.º           | Philippe Gilbert  | Deceuninck-Quick Step | 75     |
| 9.º           | Matteo Trentin    | Mitchelton-Scott      | 60     |
| 10.º          | Oliver Naesen     | AG2R La Mondiale      | 50     |